# 합리적 선택 제도주의
합리적 선택 제도주의 ( RCI )는 행위자가 제도의 효용을 극대화하기 위해 제도를 사용하며 제도가 합리적인 개인 행동에 영향을 미친다고 주장하는 제도 연구에 대한 이론적 접근 방식이다. 합리적 선택 제도주의는 1970년대 후반 미국 의회의 행동에 대한 연구에서 처음 등장했다. 영향력 있는 초기 RCI 장학금은 캘리포니아 공과대학, 로체스터 대학교, 워싱턴 대학교의 정치경제학자들이 수행했다. 신고전파 경제학 에서 차용한 분석 도구를 사용하여 제도가 어떻게 만들어지는지, 그 안에서 정치 행위자의 행동, 전략적 상호 작용의 결과를 설명한다.
RCI는 기관이 없다면 훨씬 더 높을 집단 활동의 거래 비용을 줄이기 위한 시도로 기관의 창설을 설명한다. 제도는 불확실성을 줄이고 교환을 통해 이익을 얻을 수 있기 때문에 설립 후에도 지속된다. 합리적 선택 제도주의는 제도적 환경 내의 정치적 행위자가 고정된 선호를 가지고 있다고 가정한다. 이러한 선호도를 극대화하기 위해 행위자는 체계적인 예측과 전략적 비용 편익 계산을 통해 매우 중요한 역할을 한다. 기관에서는 '게임의 규칙'을 정하고 사용 가능한 전략의 범위와 대안의 순서를 정의한다. 행동은 다른 플레이어들이 어떻게 협상할 것인지에 대한 기대에 크게 영향을 받다. 제도적 환경은 다른 행위자의 상응하는 행동에 대한 각 행위자의 불확실성을 줄이는 정보와 집행 메커니즘을 제공한다. 이 '계산적 접근 방식'은 제도적 환경이 개인의 행동에 어떻게 영향을 미치는지 설명하고 전략적 상호 작용이 정책 결과를 결정하는 방식을 강조한다.

## 같이 보기
- 합리적 선택 이론
- 신제도주의